# Marie-Arlette Carlotti

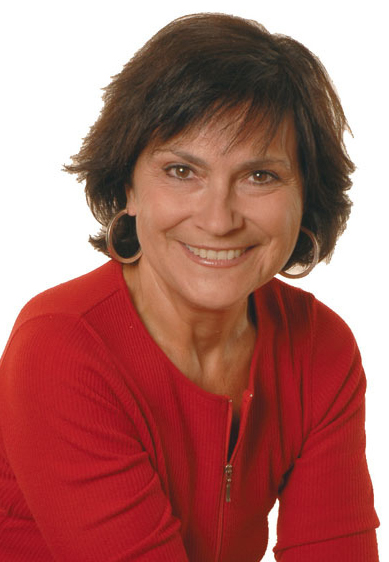
Marie-Arlette Carlotti (2012)

Marie-Arlette Carlotti (n. 21 ianuarie 1952, Béziers, communauté d'agglomération Béziers Méditerranée⁠(d), Franța) este un om politic francez, membru al Parlamentului European în perioada 1999-2004 din partea Franței. 
[[Categorie:Francezi în viață]
1. 1 2  French National Directory of Representatives, 9 April 2019[*] Verificați valoarea |titlelink= (ajutor)
2. ↑  Marie-Arlette Carlotti, base Sycomore, accesat în 9 octombrie 2017
3. ↑  Autoritatea BnF, accesat în 10 octombrie 2015
4. 1 2  Adunarea Națională a Franței
5. 1 2  Deputații în Parlamentul European